# Ulica św. Barbary w Warszawie
Ulica św. Barbary – ulica w śródmieściu Warszawy, biegnąca od ul. Poznańskiej do ul. Nowogrodzkiej.

## Historia
Ulica została przeprowadzona w 1898 na terenach rozparcelowanej walcowni Koszyki. Pracami kierował Władysław Kozłowski.
Swoją nazwę ulica zawdzięcza cmentarnej kaplicy św. Barbary znajdującej się przy ul. Wspólnej, na terenie nieistniejącego cmentarza Świętokrzyskiego. Po roku 1866 kaplica pełniła funkcje świątyni parafialnej, a po 1883 na terenie cmentarza wybudowano kościół św. Apostołów Piotra i Pawła.
W latach 1898−1899 ulicę zabudowano trzypiętrowymi kamienicami, zaś pod zamykającym ulicę murem cmentarza ustawiono „Bożą Mękę”" − krzyż stojący pierwotnie u zbiegu ulic Marszałkowskiej i Nowogrodzkiej, przeniesiony przy okazji przebijania ulicy Poznańskiej. Od XVIII wieku pełnił on funkcję drogowskazu dla konduktów pogrzebowych, zmierzających na cmentarz Świętokrzyski.
W latach 1928–1933 na działce położonej między ulicami: Nowogrodzką, Poznańską i św. Barbary wzniesiono modernistyczny Gmach Urzędu Telekomunikacyjnego i Telegraficznego.
Wypalone w 1944 domy rozebrano w okresie powojennym, mimo niezłego stanu zachowania ich murów. Poza gmachem Urzędu Telekomunikacyjnego i Telegraficznego przypisanego numeracji ul. Nowogrodzkiej (nr 45) ocalała jedynie pozbawiona wystroju architektonicznego kamienica sióstr Tołwińskich (zrewitalizowana w 2017), mieszcząca przed rokiem 1939 Gimnazjum Fizjologiczne Stefanii Tołwińskiej, od roku 1920 − XI Państwowe Żeńskie Gimnazjum i Liceum im. Marii Konopnickiej.
W latach 1950–1952 przy ulicy powstały dwa budynki projektu Marka Leykama:
- Biurowiec Prezydium Rządu[5],
- jeden z „żyletkowców”  – gmach Centrali Biura Studiów i Projektów Budownictwa Przemysłowego[6].

W listopadzie 2012 Rada Warszawy zmieniła nazwę ulicy z Barbary na św. Barbrary.